# 和間海岸
和間海岸（わまかいがん）は、大分県宇佐市にある海岸。和間海岸の干潟としておおいた遺産に選定されており、和間干潟とも呼ばれる。

## 概要
寄藻川の河口左岸に位置し、周防灘に面した遠浅の干潟で、絶滅が危惧される日本在来種のハマグリの主要な産地のひとつである（現在、日本国内で流通しているハマグリのほとんどはシナハマグリである）。昭和40年代には除草剤の流入などにより絶滅の危機に瀕したこともあったが、除草剤を含む土砂の除去や稚貝の保護により絶滅を回避したという。また、2002年には、日本カブトガニを守る会大分支部の調査により、カブトガニの生息が確認されている。これは、大分県内では、中津市の中津干潟や杵築市の守江湾に次ぐものである。
宇佐神宮の放生会（仲秋祭）では、和間神社の浮殿から船で寄藻川を海まで下り、この海岸で貝が放流される。
周辺は、和間海浜公園として整備されており、アサリなどの潮干狩りで知られるとともに、海水浴場、キャンプ場としても親しまれている。